# Звартемер
Звартемер (нід. Zwartemeer, нід. вимова: [ˈzʋɑrtəˌmeːr]) — село в нідерландській провінції Дренте, на кордоні з Німеччиною. Входить до муніципалітету Еммен.
Його площа становить 16,08 км², а населення станом на 2021 рік складало 3 025 осіб.

## Галерея

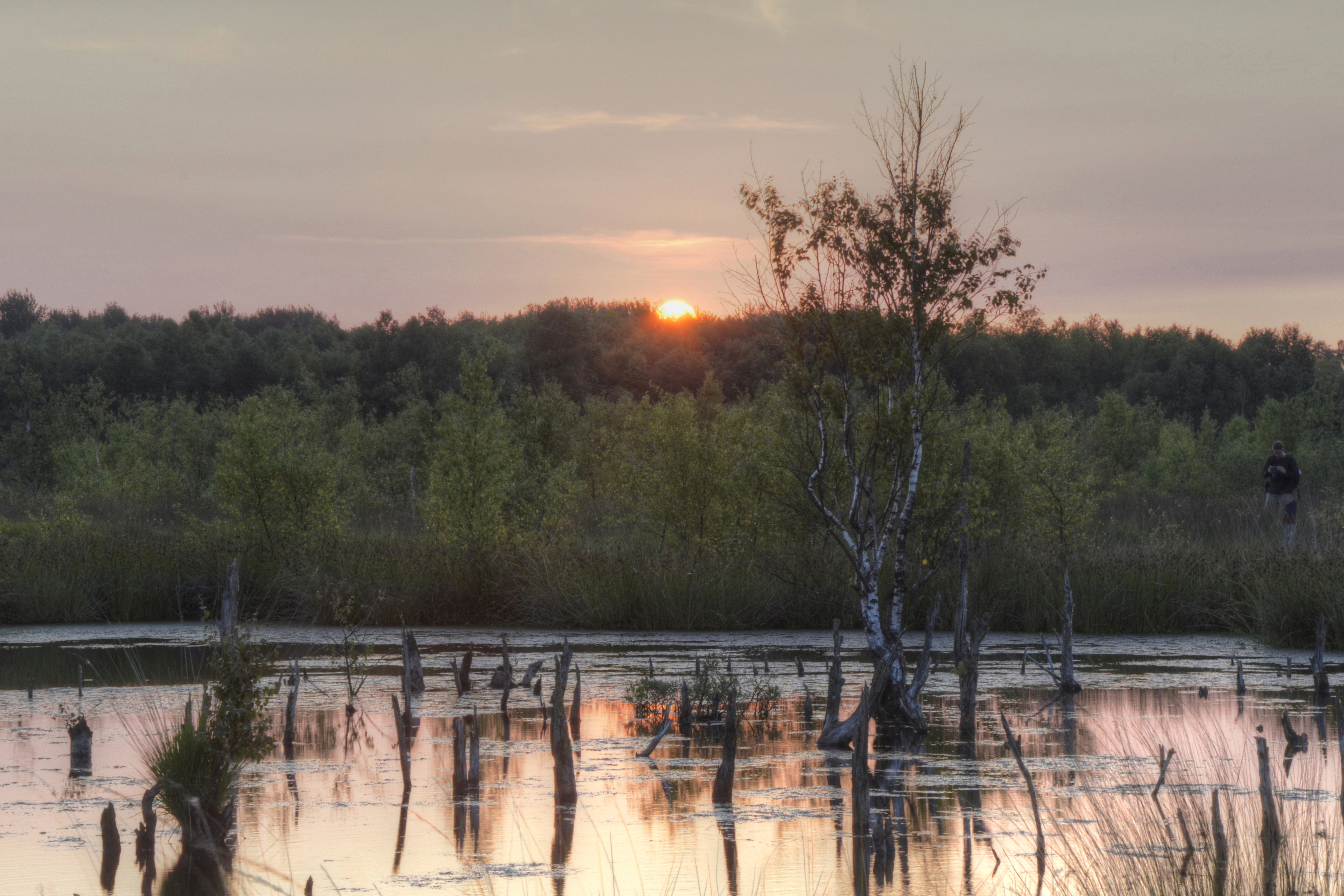
Захід сонця у Звартемер
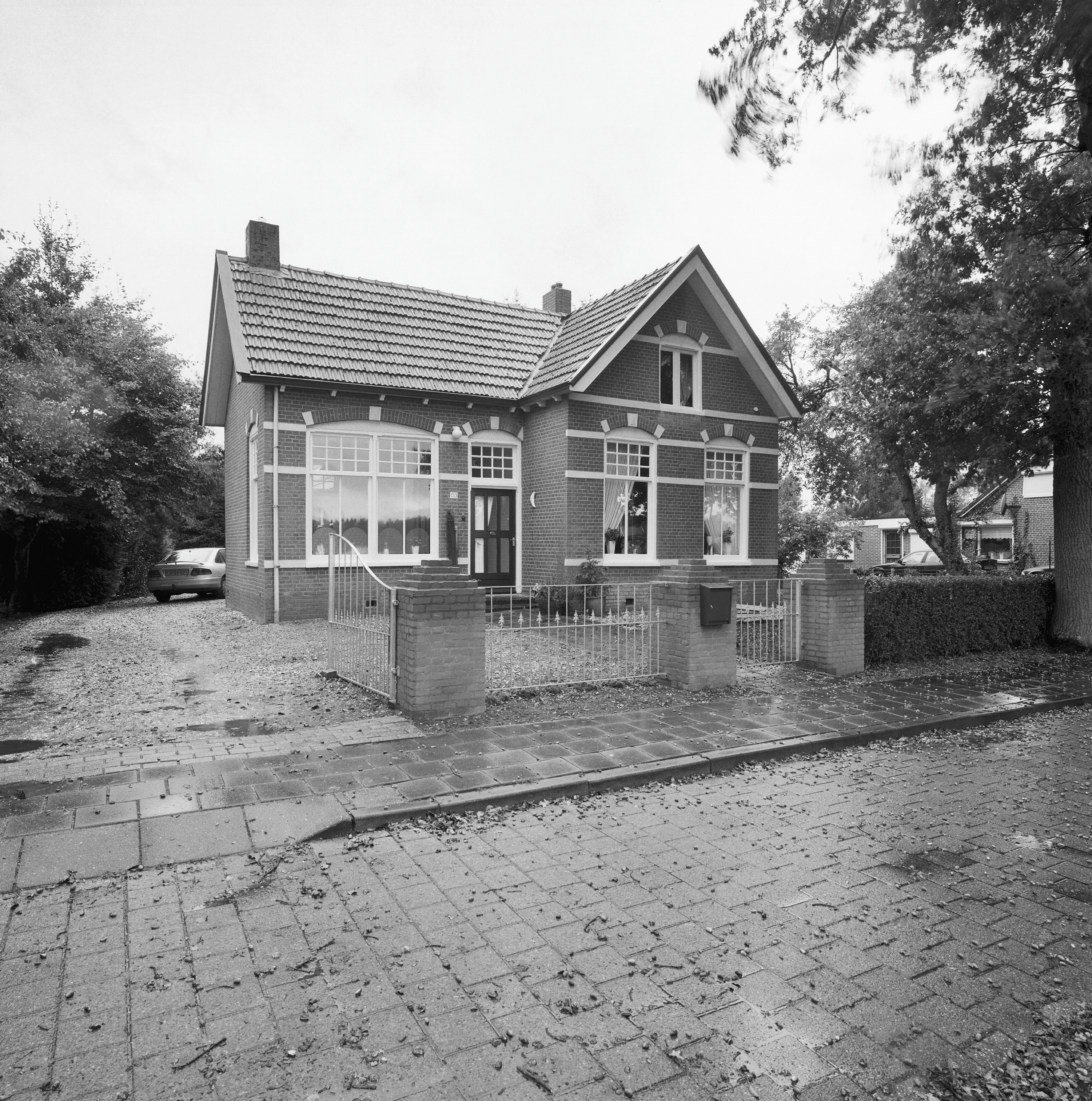
Будівля колишнього прикордонного пункту
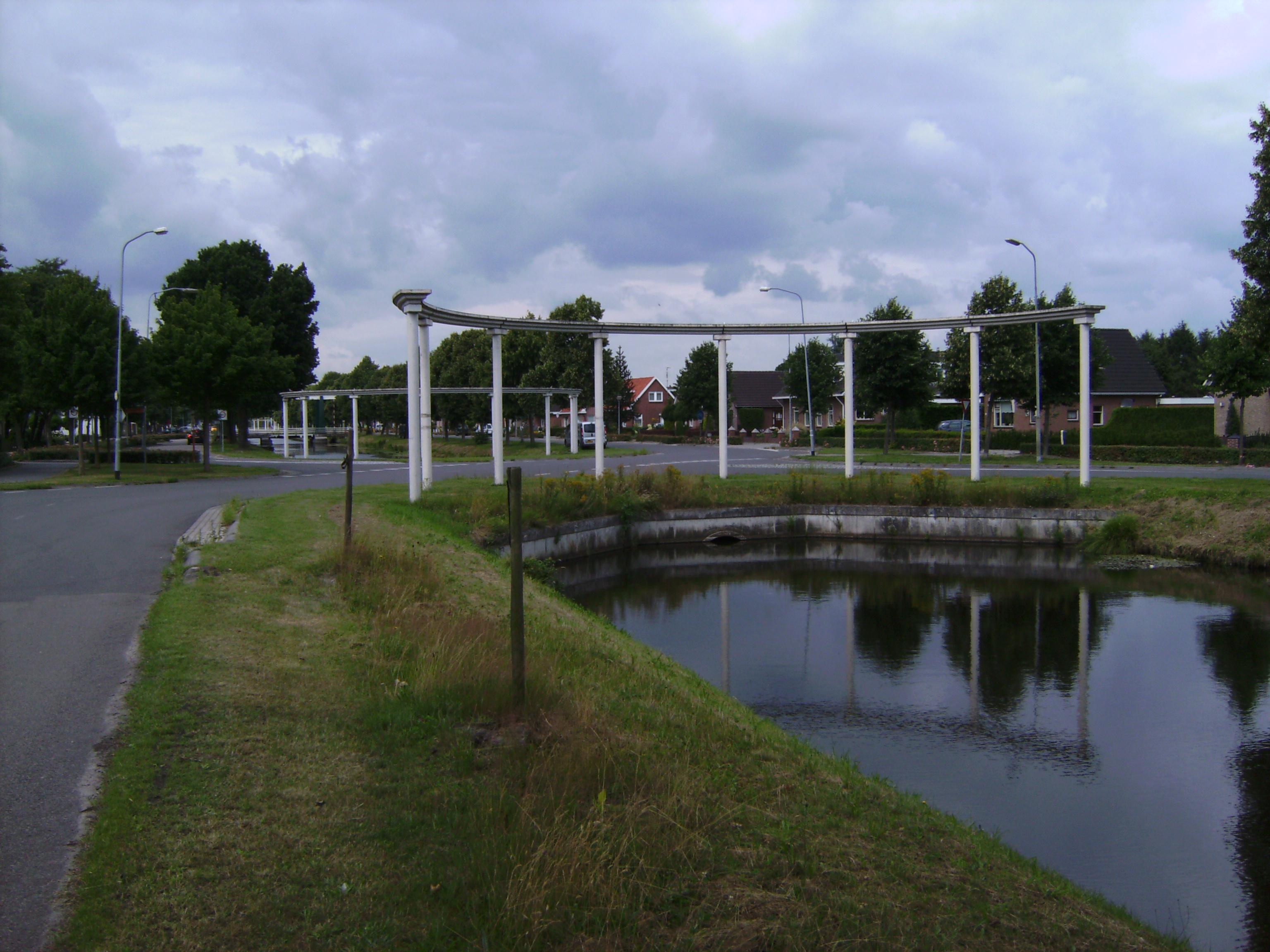
Арт-об'єкт у селі